# Очеретоватое (Бильмакский район)
Очеретоватое (укр. Очеретувате) — село,
Вершинский сельский совет,
Бильмакский район,
Запорожская область,
Украина.
Код КОАТУУ — 2322782002. Население по переписи 2001 года составляло 84 человека.

## Географическое положение
Село Очеретоватое находится в 1,5 км от правого берега реки Гайчур,
на расстоянии в 1 км от села Руденка и в 2-х км от села Вершина.
По селу протекает пересыхающий ручей с запрудой.
Рядом проходят автомобильная дорога Т-0803 и
железная дорога, станция Платформа 347 км в 2,5 км.

## История
- 1875 год — дата основания.